# Willie Hernández
Guillermo "Willie" Hernández (Aguada, Puerto Rico; 14 de noviembre de 1954-Sebring, Florida; 20 de noviembre de 2023) fue un beisbolista puertorriqueño que jugó 13 temporadas con tres equipos en la MLB en la posición de pitcher de relevo, y fue el tercer beisbolista en ganar el premio Cy Young, el JMV y la Serie Mundial en la misma temporada.

## Carrera
Hernández firma con los Philadelphia Phillies como agente libre en 1973. Estuvo tres años en el sistema de ligas menores de los Phillies, donde fue utilizado principalmente como lanzador abridor. Los Chicago Cubs eligieron a Hernández en 1976 por la Regla del Draft de 5. Los Cubs lo convirtieron en lanzador relevista, y hará su debut con los Cubs el 9 de abril de 1977, donde lanzó 2 1⁄3 entradas sin permitir carrera. En su año de novato jugó en 67 partidos (lanzó 110 innings) como relevista. Su récord de victorias fue de 8–7 con 3.03 de ERA y 78 ponches. Hernández ganaba el salario mínimo de esa época, que era de $19 000 (lo que actualmente equivaldría a $91 755) cuando se unió a los Cubs.
En 1978 Hernández jugó en 54 partidos (59 2⁄3 innings) como relevista. Su récord fue de 8–2 con 3.77 de ERA y 38 ponches. Su ERA creció a 5.01 en 1979 en 51 partidos, dos de ellos como abridor, y su récord fue de 4–4 son salvamentos. Principalmente era el lanzador que jugaba antes del cerrador Bruce Sutter en esos años.
En 1980 Hernández inició siete partidos, pero entró como relevista en 46. Su récord fue de 1–9 con 4.40 de ERA y 75 ponches. En 1981 Hernández solo lanzó 13 2⁄3 con efectividad de 3.95 sin decisiones (récord de 0-0). El Chicago Tribune lo describió en esos años como "El Willie Hernández que los aficionados de los Cubs amaban abuchear." Hernández acusó a su bajo nivel a que su ritmo de juego bajó con los años.
Hernández después emergió como el mejor lanzador de relevo de los Cubs en la temporada de 1982, destacando que estuvo un mes sin recibir carreras. En esa temporada lanzó en 75 partidos (en 75 innings), lo máximo que había lanzado en su carrera en ese entonces, utilizado principalmente como relevista, su efectividad bajó a 3.00, ponchó a 54 y tuvo 10 salvamentos, la mayor cantidad en su carrera en ese entonces.
El Chicago Tribune publicó que Hernández en la temporada de 1982 apareció con "una nueva personalidad: confiable, agresivo, fuerte." Hernández dio crédito a que en el béisbol invernal jugó en la Liga de Béisbol Profesional Roberto Clemente con los Tiburones de Aguadilla. Hernández pasó de cobrar un salario de $90,000 a $100,000, aunque deseaba cobrar más dinero para el bien de su familia.
Hernández inició la temporada de 1983 con Chicago, donde jugó en 11 partidos, uno de ellos como abridor, su efectividad fue de 3.20, ponchó a 18 bateadores en 19 2⁄3 innings. El 22 de mayo de 1983 los Cubs cambian a Hernández a los Philadelphia Phillies por los lanzadores Bill Johnson y Dick Ruthven.
Hernández jugó en 63 partidos con los Phillies y su récord fue de 8–4 con 3.29 de ERA y siete salvamentos. El 3 de julio entró al partido ante los New York Mets en la octava entrada y empató un récord de la Liga Nacional ponchando a seis bateadores de manera consecutiva. Era utilizado principalmente como el preparador del cerrador de los Phillies Al Holland.
Hernández también tuvo buenos números como bateador en 1983. su promedio de bateo fue de .400, dos carreras anotadas, una base robada, y una carrera impulsada. Al final de la temporada su promedio de bateo fue de .462
Los Phillies terminaron con un récord de 90–72, vencerían a Los Angeles Dodgers por la Serie de Campeonato de la Liga Nacional, y perderían la Serie Mundial de 1983 ante los Baltimore Orioles. Hernández participó en tres partidos de esa Serie Mundial, su efectividad fue de 0.00 ERA ponchó a cuatro bateadores y no le conectaron hits. El Juego 2, Hernández le dio un pelotazo en el casco a Dan Ford, causando que Ford se cayera y estuviera en el suelo por varios minutos. Era la primera vez que Hernández le lanzaba un pelotazo a alguien en la cabeza, pero al menos Ford se recuperó y salió por sus propios medios.

### Cy  Young y JMV en 1984
El 24 de marzo de 1984 los Phillies cambian a Hernández a los Detroit Tigers junto a Dave Bergman por Glenn Wilson y John Wockenfuss.
En esa temporada de 1984, Hernández lideró la Liga Americana en partidos lanzados con 80, un récord en los Tigers. En la temporada anterior los Tigers tuvieron 27 salvamentos de manera combinada, pero en 1984 Hernández terminó en tercer lugar de la liga con 32. Su récord fue de 9–3, 1.92 de ERA, y 112 ponches en 140 entradas.
A finales de agosto, participó en 39 partidos donde debía proteger una ventaja, teniendo éxito en todos ellos. Tuvo 32 salvamentos en 32 oportunidades hasta septiembre. Fue hasta el 27 de Septiembre que falló su primera oportunidad de salvamento ante los New York Yankees. Sports Illustrated dio crédito al éxito de los Tigers.
Los Tigers terminaron la temporada con récord de 104–58, vencieron a los Kansas City Royals en la Serie de Campeonato de la Liga Americana, y vencieron a los San Diego Padres en la Serie Mundial de 1984 en cinco partidos. Hernández lanzó cinco entradas en la serie, con dos salvamentos, y solo una carrera permitida.
Al finalizar la temporada, Hernández tuvo los siguientes logros:
- Premio "Tigre del Año", con 42 de 46 votos, superó a Alan Trammell y Kirk Gibson.[18]
- Premio Cy Young, venciendo a Dan Quisenberry por 88 puntos a 71.[19]
- American League Most Valuable Player Award, venciendo a Kent Hrbek por 306 puntos a 247.[20]

Hernández fue el cuarto jugador de la Liga Americana (y séptimo en general) en ganar el premio Cy Young y el MVP en el mismo año. También ganó la Serie Mundial en ese año, algo que solo habían conseguido Sandy Koufax y Denny McLain.

### Años siguientes
En enero de 1985 Hernández firma una extensión de cuatro años de contrato con los Tigers que terminaba en 1989. El salario pasó a ser de $4.65 millones, haciendo que Hernández fuese el jugador mejor pagado en la historia del equipo. En 1985 Hernández jugó 70 partidos y tuvo 31 salvamentos con 2.70 de ERA. Fue seleccionado al Juego de las Estrellas por segunda temporada consecutiva y su récord fue de 8–10.
En 1986 jugó 64 partidos y fue seleccionado al Juego de las Estrellas por tercera ocasión. Su efectividad pasó a ser de 3.55, su récord fue de 8–7 con 24 salvamentos en 88 2⁄3 entradas. Su récord fue de 3–4 en 1987 con efectividad de 3.67, ocho salvamentos en 49 entradas.
Como el nivel de Hernández bajaba, en Detroit los aficionados y periodistas deportivos criticaban su alto salario. Luego de tener un mal playoff en 1987, Mitch Albom de Detroit Free Press publicó una columna titulada "Familiar nightmare: Hernandez on mound". En marzo de 1988, Hernández la vació un balde con hielo a Albom durante el entrenamiento de primavera en Florida. Albom le pidió a los ejecutivos de los Tigers que no castigaran a Hernández.
Un mes después del incidente, Hernández preguntó por que en el estadio lo anunciaban como "Guillermo" en lugar de "Willie" como en las anteriores temporadas. Cuando fue anunciado en el primer partido de la temporada como "Guillermo" se generó una "reacción dividida" en el Tiger Stadium. Su récord fue de 6–5 en 1988 con 3.06 de ERA y 10 salvamentos en 67 entradas.
En el verano de 1989 Hernández volvería con la sensación de que lo iban a cambiar por los problemas de la temporada anterior, qunque su deseo era quedarse en Detroit para retirarse. Sin embargo, Hernández permaneció como alguien impopular para los aficionados que lo abuchearon en el primer partido de la temporada. En su última temporada en el contrato con los Tigers, una molestia en el hombro hizo que Hernández no pudiera terminar la temporada. Jugó en 32 partidos, lanzó 31 1⁄3 entradas, su récord fue de 2–2 y efectividad de 5.74. A los 34, Hernández lanzó su último partido en la MLB el 18 de agosto de 1989, donde le anotaros dos carreras en una entrada.

### Intentos de regreso
En 1990 tras una cirugía antroscópica en su hombro izquierdo, Hernández fue al entrenamiento de primavera con los Oakland Athletics. Tras hacer prueba fue liberado en marzo por tener el hombro canzado, pero intentaría regresar en mayo.
Hernández asistió al entrenamiento de primavera de los Philadelphia Phillies como invitado en 1991. Los Phillies liberaron a Hernández a inicios de abril. Jugaría en el equipo de Triple-A Syracuse Chiefs de la organización de los Toronto Blue Jays en mayo.
Cuatro años después, durante la huelga de 1994–95, Hernández intentó regresar con los New York Yankees. Él dijo que su regreso no era por dinero sino por el amor al deporte.

## Tras el retiro
Al retirarse como jugador, Hernández compró y trabajó en una empresa de construcción de acero en Puerto Rico. Luego vendería la empresa constructora para tabajar en una rancho.
Hernández se casó con Carmen Rivera en 1978. Tuvieron dos hijos, Guillermo, nacido en 1981 y Xavier, nacido en 1982.
En sus años como jugador la salud de Hernández se deterioraba. Le diagnosticaron asma y diabetes, además de sufrir varios infartos. Fue operado del corazón en 2009.
El 4 de abril de 2019 Hernández regresó a Detroit para ejecutar el lanzamiento inaugural de la temporada de los Tigers de local.

## Muerte
Hernández murió en su casa en Sebring, Florida, el 20 de noviembre de 2023, a los 69 años. Se dispuso que su cuerpo fuera transportado a Aguada para su funeral. [41] No se informaron la causa de su fallecimiento.